# Торговые партнёры Беларуси
Торговые партнёры Беларуси — государства, с которыми Беларусь имеет экономические отношения по поводу обмена товарами и услугами.

## А

#### Австралия
Установление дипломатических отношений между двумя странами состоялось 9 января 1992 года.
| Графики недоступны из-за технических проблем. См. информацию на Фабрикаторе и на mediawiki.org. | Графики недоступны из-за технических проблем. См. информацию на Фабрикаторе и на mediawiki.org. |

В 2020 году Беларусь экспортировала в Австралию товаров на общую сумму $15,53 млн. Основными статьями экспорта являются калийная соль (43,6 %), калийные удобрения (40,2 %), приборы для измерения или обнаружения радиации (5,39 %). Ввоз товаров был осуществлён на сумму в $8,53 млн. Основными статьями импорта являются контактные линзы (27,2 %), кровь (23,4 %), части и принадлежности кузовов для автотранспортных средств (3,09 %).
Австралия импортирует из Беларуси деловые, информационные, страховые, рекреационные, телекоммуникационные, технические и финансовые услуги, услуги по перевозке грузов наземным и воздушным транспортом. По данным за 2021 год, Беларусь имела положительное сальдо в размере $29,89 млн. (импорт — $1,28 млн., экспорт — $31,17 млн.)

#### Австрия
Установление дипломатических отношений между двумя странами состоялось 5 февраля 1992 года.
| Графики недоступны из-за технических проблем. См. информацию на Фабрикаторе и на mediawiki.org. | Графики недоступны из-за технических проблем. См. информацию на Фабрикаторе и на mediawiki.org. |

В 2020 году Беларусь экспортировала в Австрию товаров на общую сумму $26,27 млн. Основными статьями экспорта являются радары (15,6 %), талловое масло (14,2 %), проводники (11,98 %). Ввоз товаров был осуществлён на сумму в $129,69 млн. Основными статьями импорта являются крепления для мебели (4,07 %), лекарственные средства (3,83 %), вакцины для животных (3,26 %).
Австрия импортирует из Беларуси деловые, информационные, строительные, страховые, рекреационные, телекоммуникационные, технические и финансовые услуги, услуги по перевозке грузов наземным и воздушным транспортом. По данным за 2021 год, Беларусь имела положительное сальдо в размере $17,74 млн. (импорт — $69,01 млн., экспорт — $86,76 млн.)

#### Алжир
Установление дипломатических отношений между двумя странами состоялось 24 октября 1995 года.
| Графики недоступны из-за технических проблем. См. информацию на Фабрикаторе и на mediawiki.org. | Графики недоступны из-за технических проблем. См. информацию на Фабрикаторе и на mediawiki.org. |

В 2020 году Беларусь экспортировала в Алжир товаров на общую сумму $13,2 млн. Основными статьями экспорта являются карьерные самосвалы (69,4 %), фронтальные и ковшовые погрузчики (16,4 %), прямоугольные прутки из железа или нелегированной стали (8,77 %). Ввоз товаров не осуществлялся.
Алжир импортирует из Беларуси деловые, рекреационные, телекоммуникационные, технические и финансовые услуги, услуги по перевозке грузов наземным и воздушным транспортом. По данным за 2021 год, Беларусь имела отрицательное сальдо в размере $0,32 млн. (импорт — $0,57 млн., экспорт — $0,25 млн.)

#### Ангола
Установление дипломатических отношений между двумя странами состоялось 24 октября 1995 года.
| Графики недоступны из-за технических проблем. См. информацию на Фабрикаторе и на mediawiki.org. | Графики недоступны из-за технических проблем. См. информацию на Фабрикаторе и на mediawiki.org. |

В 2020 году Беларусь экспортировала в Анголу товаров на общую сумму $13,95 млн. Основными статьями экспорта являются тракторы (40,7 %), прицепы (16,5 %), калийные удобрения (12 %). Ввоз товаров был осуществлён на сумму в $0,02 млн. Основной статьёй импорта являются прицепы (100 %).
Ангола импортирует из Беларуси деловые, страховые, рекреационные, телекоммуникационные и финансовые услуги, услуги по перевозке грузов морским, воздушным и водным транспортом. По данным за 2021 год, Беларусь имела отрицательное сальдо в размере $234,7 тыс. (импорт — $355,5 тыс., экспорт — $120,8 тыс.)

#### Андорра
Установление дипломатических отношений между двумя странами состоялось 27 сентября 2021 года.
| Графики недоступны из-за технических проблем. См. информацию на Фабрикаторе и на mediawiki.org. | Графики недоступны из-за технических проблем. См. информацию на Фабрикаторе и на mediawiki.org. |

В 2020 году Беларусь экспортировала в Андорру товаров на общую сумму $0,12 млн. Основной статьёй экспорта являются быстровозводимые здания (100 %). Ввоз товаров был осуществлён на сумму в $2900. Основными статьями импорта являются монолитные интегральные схемы (31,5 %), обработанный известняк (19,4 %), электрические вилки и розетки (10,5 %).
Андорра импортирует из Беларуси информационные, страховые, телекоммуникационные и технические услуги, услуги по перевозке грузов воздушным транспортом. По данным за 2021 год, Беларусь имела положительное сальдо в размере $22,9 тыс. (импорт — $4 тыс., экспорт — $26,9 тыс.)
 Аргентина
|                                                                                                 |
| Товары                                                                                          |
| Графики недоступны из-за технических проблем. См. информацию на Фабрикаторе и на mediawiki.org. |
| Импорт товаров (Аргентина→Беларусь) Экспорт товаров (Беларусь→Аргентина)                        |

|                                                                                                 |
| Услуги                                                                                          |
| Графики недоступны из-за технических проблем. См. информацию на Фабрикаторе и на mediawiki.org. |
| Импорт услуг (Аргентина→Беларусь) Экспорт услуг (Беларусь→Аргентина)                            |

Основу белорусского экспорта в Аргентину в 2018 году составили поставки калийных и азотных удобрении.
 Афганистан
|                                                                                                 |
| Товары                                                                                          |
| Графики недоступны из-за технических проблем. См. информацию на Фабрикаторе и на mediawiki.org. |
| Импорт товаров (Афганистан→Беларусь) Экспорт товаров (Беларусь→Афганистан)                      |

|                                                                                                 |
| Услуги                                                                                          |
| Графики недоступны из-за технических проблем. См. информацию на Фабрикаторе и на mediawiki.org. |
| Импорт услуг (Афганистан→Беларусь) Экспорт услуг (Беларусь→Афганистан)                          |

Основными статьями экспорта в Афганистан являются нефтепродукты, тракторы и седельные тягачи, продукты питания, части и принадлежности для автомобилей и тракторов. Из Афганистана в Беларусь импортируются, главным образом, овощи и фрукты свежие или сушеные.

## Б
Багамские Острова
|                                                                                                 |
| Услуги                                                                                          |
| Графики недоступны из-за технических проблем. См. информацию на Фабрикаторе и на mediawiki.org. |
| Импорт услуг (Багамские острова→Беларусь) Экспорт услуг (Беларусь→Багамские острова)            |

 Бангладеш
|                                                                                                 |
| Товары                                                                                          |
| Графики недоступны из-за технических проблем. См. информацию на Фабрикаторе и на mediawiki.org. |
| Импорт товаров (Бангладеш→Беларусь) Экспорт товаров (Беларусь→Бангладеш)                        |

|                                                                                                 |
| Услуги                                                                                          |
| Графики недоступны из-за технических проблем. См. информацию на Фабрикаторе и на mediawiki.org. |
| Импорт услуг (Бангладеш→Беларусь) Экспорт услуг (Беларусь→Бангладеш)                            |

Экспорт в Бангладеш сформирован главным образом поставками калийных удобрений и продукции машиностроения.
 Барбадос
|                                                                                                 |
| Услуги                                                                                          |
| Графики недоступны из-за технических проблем. См. информацию на Фабрикаторе и на mediawiki.org. |
| Импорт услуг (Барбадос→Беларусь) Экспорт услуг (Беларусь→Барбадос)                              |

 Белиз
|                                                                                                 |
| Услуги                                                                                          |
| Графики недоступны из-за технических проблем. См. информацию на Фабрикаторе и на mediawiki.org. |
| Импорт услуг (Барбадос→Беларусь) Экспорт услуг (Беларусь→Барбадос)                              |

 Бельгия
|                                                                                                 |
| Товары                                                                                          |
| Графики недоступны из-за технических проблем. См. информацию на Фабрикаторе и на mediawiki.org. |
| Импорт товаров (Бельгия→Беларусь) Экспорт товаров (Беларусь→Бельгия)                            |

 Бермуды
|                                                                                                 |
| Услуги                                                                                          |
| Графики недоступны из-за технических проблем. См. информацию на Фабрикаторе и на mediawiki.org. |
| Импорт услуг (Бермудские острова→Беларусь) Экспорт услуг (Беларусь→Бермудские острова)          |

 Болгария
|                                                                                                 |
| Товары                                                                                          |
| Графики недоступны из-за технических проблем. См. информацию на Фабрикаторе и на mediawiki.org. |
| Импорт товаров (Болгария→Беларусь) Экспорт товаров (Беларусь→Болгария)                          |

 Босния и Герцеговина
|                                                                                                 |
| Товары                                                                                          |
| Графики недоступны из-за технических проблем. См. информацию на Фабрикаторе и на mediawiki.org. |
| Импорт товаров (Босния и Герцеговина→Беларусь) Экспорт товаров (Беларусь→Босния и Герцеговина)  |

|                                                                                                 |
| Услуги                                                                                          |
| Графики недоступны из-за технических проблем. См. информацию на Фабрикаторе и на mediawiki.org. |
| Импорт услуг (Босния и Герцеговина→Беларусь) Экспорт услуг (Беларусь→Босния и Герцеговина)      |

 Бразилия
|                                                                                                 |
| Товары                                                                                          |
| Графики недоступны из-за технических проблем. См. информацию на Фабрикаторе и на mediawiki.org. |
| Импорт товаров (Бразилия→Беларусь) Экспорт товаров (Беларусь→Бразилия)                          |

|                                                                                                 |
| Услуги                                                                                          |
| Графики недоступны из-за технических проблем. См. информацию на Фабрикаторе и на mediawiki.org. |
| Импорт услуг (Бразилия→Беларусь) Экспорт услуг (Беларусь→Бразилия)                              |

Основными экспортными позициями белорусских субъектов хозяйствования на бразильский рынок являются: калийные удобрения, проволока из нелегированной стали, льняные ткани, шины, поликарбоновые кислоты и их производные, инсектициды и гербициды, хлопчатобумажные ткани, волокна синтетические нечесаные, печатные книги и брошюры, контрольные или измерительные приборы и профильные проекторы, стекловолокно, материалы кордные для шин, гидразин, гидроксиламин и их соли, крепкие спиртные напитки, машины и механизмы для уборки и обмолота сельскохозяйственных культур.
Основу импорта из Бразилии составляют: пассажирские самолёты, полимеры этилена, шерсть и волос животных чесаные, железы, прочие органы, их экстракты для органотерапии, кофе, механические устройства для разбрызгивания или распыления жидкостей или порошков, целлюлоза древесная, натронная или сульфатная, целлюлоза и её производные, оксиды и гидроксиды алюминия, кожа, дополнительно обработанная после дубления, из шкур КРС, продукты фармацевтические, машины сельскохозяйственные для подготовки и обработки почвы и их части, машины и механизмы для уборки и обмолота сельскохозяйственных культур, полимеры пропилена, экстракты, эссенции, концентраты кофе, чая, мате и заменители кофе, красящие вещества, фрукты.

## В
Венгрия
|                                                                                                 |
| Товары                                                                                          |
| Графики недоступны из-за технических проблем. См. информацию на Фабрикаторе и на mediawiki.org. |
| Импорт товаров (Венгрия→Беларусь) Экспорт товаров (Беларусь→Венгрия)                            |

 Венесуэла
|                                                                                                 |
| Услуги                                                                                          |
| Графики недоступны из-за технических проблем. См. информацию на Фабрикаторе и на mediawiki.org. |
| Импорт услуг (Венесуэла→Беларусь) Экспорт услуг (Беларусь→Венесуэла)                            |

 Виргинские Острова (Великобритания)
|                                                                                                 |
| Услуги                                                                                          |
| Графики недоступны из-за технических проблем. См. информацию на Фабрикаторе и на mediawiki.org. |
| Импорт услуг (Виргинские острова→Беларусь) Экспорт услуг (Беларусь→Виргинские острова)          |

 Вьетнам
|                                                                                                 |
| Товары                                                                                          |
| Графики недоступны из-за технических проблем. См. информацию на Фабрикаторе и на mediawiki.org. |
| Импорт товаров (Вьетнам→Беларусь) Экспорт товаров (Беларусь→Вьетнам)                            |

|                                                                                                 |
| Услуги                                                                                          |
| Графики недоступны из-за технических проблем. См. информацию на Фабрикаторе и на mediawiki.org. |
| Импорт услуг (Вьетнам→Беларусь) Экспорт услуг (Беларусь→Вьетнам)                                |

Основными статьями экспорта Беларуси во Вьетнам являются: калийные удобрения, автомобили грузовые, карьерные самосвалы, тракторы, шины, молоко и молочные продукты, говядина замороженная, синтетические нити, полиамиды.
Основные статьи импорта Беларуси из Вьетнама: средства связи, компьютерная и оргтехника, морепродукты, рис, орехи, обувь и одежда, натуральный каучук, тропические фрукты, чай, кофе, специи.

## Г
Гана
|                                                                                                 |
| Товары                                                                                          |
| Графики недоступны из-за технических проблем. См. информацию на Фабрикаторе и на mediawiki.org. |
| Импорт товаров (Гана→Беларусь) Экспорт товаров (Беларусь→Гана)                                  |

|                                                                                                 |
| Услуги                                                                                          |
| Графики недоступны из-за технических проблем. См. информацию на Фабрикаторе и на mediawiki.org. |
| Импорт услуг (Гана→Беларусь) Экспорт услуг (Беларусь→Гана)                                      |

В основе экспорта – металлопродукция, калийные удобрения, сахар, минеральные удобрения. Импорт – какао-порошок, какао-паста, медные отходы.
 Гватемала
|                                                                                                 |
| Товары                                                                                          |
| Графики недоступны из-за технических проблем. См. информацию на Фабрикаторе и на mediawiki.org. |
| Импорт товаров (Гватемала→Беларусь) Экспорт товаров (Беларусь→Гватемала)                        |

|                                                                                                 |
| Услуги                                                                                          |
| Графики недоступны из-за технических проблем. См. информацию на Фабрикаторе и на mediawiki.org. |
| Импорт услуг (Гватемала→Беларусь) Экспорт услуг (Беларусь→Гватемала)                            |

 Германия
|                                                                                                 |
| Товары                                                                                          |
| Графики недоступны из-за технических проблем. См. информацию на Фабрикаторе и на mediawiki.org. |
| Импорт товаров (Германия→Беларусь) Экспорт товаров (Беларусь→Германия)                          |

Товарная структура экспорта: минеральные продукты (нефть и нефтепродукты), продукция лесной и деревообрабатывающей промышленности, недрагоценные металлы и изделия из них, машины, оборудование, аппаратура и инструменты, продукция химической промышленности, текстиль и изделия из текстиля, строительные материалы, продукция сельского хозяйства и пищевой промышленности.
Основу импорта из Германии составляют поставки машин, оборудования и транспортных средств.
 Гернси
|                                                                                                 |
| Услуги                                                                                          |
| Графики недоступны из-за технических проблем. См. информацию на Фабрикаторе и на mediawiki.org. |
| Импорт услуг (Гернси→Беларусь) Экспорт услуг (Беларусь→Гернси)                                  |

 Гибралтар
|                                                                                                 |
| Услуги                                                                                          |
| Графики недоступны из-за технических проблем. См. информацию на Фабрикаторе и на mediawiki.org. |
| Импорт услуг (Гибралтар→Беларусь) Экспорт услуг (Беларусь→Гибралтар)                            |

 Гондурас
|                                                                                                 |
| Товары                                                                                          |
| Графики недоступны из-за технических проблем. См. информацию на Фабрикаторе и на mediawiki.org. |
| Импорт товаров (Гондурас→Беларусь) Экспорт товаров (Беларусь→Гондурас)                          |

|                                                                                                 |
| Услуги                                                                                          |
| Графики недоступны из-за технических проблем. См. информацию на Фабрикаторе и на mediawiki.org. |
| Импорт услуг (Гондурас→Беларусь) Экспорт услуг (Беларусь→Гондурас)                              |

 Гонконг
|                                                                                                 |
| Товары                                                                                          |
| Графики недоступны из-за технических проблем. См. информацию на Фабрикаторе и на mediawiki.org. |
| Импорт товаров (Гонконг→Беларусь) Экспорт товаров (Беларусь→Гонконг)                            |

|                                                                                                 |
| Услуги                                                                                          |
| Графики недоступны из-за технических проблем. См. информацию на Фабрикаторе и на mediawiki.org. |
| Импорт услуг (Гонконг→Беларусь) Экспорт услуг (Беларусь→Гонконг)                                |

 Греция
|                                                                                                 |
| Товары                                                                                          |
| Графики недоступны из-за технических проблем. См. информацию на Фабрикаторе и на mediawiki.org. |
| Импорт товаров (Греция→Беларусь) Экспорт товаров (Беларусь→Греция)                              |

Основу белорусского экспорта в Грецию составляют: антиоксиданты, ингибиторы, загустители, фанера клееная, изделия из пластмасс прочие, текстильные материалы прорезиненные, углерод, сахар, нетканые материалы, нефтепродукты, мебель прочая и её части, стекловолокно.
В белорусском импорте из Греции преобладают: абрикосы, вишня, черешня, персики, сливы свежие, фрукты свежие прочие, специфические товары, цитрусовые плоды, фольга алюминиевая, лекарственные средства, расфасованные для розничной продажи, крепкие спиртные напитки, трубы и трубки медные, предметы и принадлежности одежды из меха, меховые изделия прочие, духи и туалетная вода.
 Грузия
|                                                                                                 |
| Товары                                                                                          |
| Графики недоступны из-за технических проблем. См. информацию на Фабрикаторе и на mediawiki.org. |
| Импорт товаров (Грузия→Беларусь) Экспорт товаров (Беларусь→Грузия)                              |

|                                                                                                 |
| Услуги                                                                                          |
| Графики недоступны из-за технических проблем. См. информацию на Фабрикаторе и на mediawiki.org. |
| Импорт услуг (Грузия→Беларусь) Экспорт услуг (Беларусь→Грузия)                                  |

Основными статьями белорусского экспорта в Грузию являются: промышленная продукция (грузовые автомобили, автомобили для пассажирских перевозок, электробусы, трансформаторы электрические, провода изолированные, кабели, подъемники, осветительное оборудование), сельскохозяйственная продукция (молоко и сливки сгущенные и сухие, солод, молочная сыворотка, крахмал), продукты питания (сахар, макаронные изделия, готовые или консервированные продукты из мяса, колбасы, творог, мучные продукты, сливочное масло, рыба, кондитерские изделия), спирт этиловый, крепкие спиртные напитки, продукция деревообработки (плиты древесно-волокнистые, фанера клееная, мебель прочая и её части, плиты древесно-стружечные, лесоматериалы продольно-распиленные), лекарственные средства для розничной продажи, средства для волос, вычислительные машины для автоматической обработки информации, детали строительные из пластмасс.
Импортируются из Грузии: воды минеральные, крепкие спиртные напитки, вина виноградные натуральные, отходы и лом медные, орехи прочие, фрукты, оксиды марганца, глины прочие.

## Д
Дания
|                                                                                                 |
| Товары                                                                                          |
| Графики недоступны из-за технических проблем. См. информацию на Фабрикаторе и на mediawiki.org. |
| Импорт товаров (Дания→Беларусь) Экспорт товаров (Беларусь→Дания)                                |

Основу экспорта составляют: древесина топливная, масло рапсовое, изделия столярные строительные. Импорт составляют: вакцины, свинина, арматура для трубопроводов.
В общей структуре экспорта услуг преобладали: транспортные услуги, компьютерные услуги. В структуре импорта услуг преобладали: транспортные услуги (в основном, перевозки грузовые морским транспортом).
 Джерси
|                                                                                                 |
| Услуги                                                                                          |
| Графики недоступны из-за технических проблем. См. информацию на Фабрикаторе и на mediawiki.org. |
| Импорт услуг (Джерси→Беларусь) Экспорт услуг (Беларусь→Джерси)                                  |

 Доминика
|                                                                                                 |
| Услуги                                                                                          |
| Графики недоступны из-за технических проблем. См. информацию на Фабрикаторе и на mediawiki.org. |
| Импорт услуг (Доминика→Беларусь) Экспорт услуг (Беларусь→Доминика)                              |

## Е
Египет
|                                                                                                 |
| Товары                                                                                          |
| Графики недоступны из-за технических проблем. См. информацию на Фабрикаторе и на mediawiki.org. |
| Импорт товаров (Египет→Беларусь) Экспорт товаров (Беларусь→Египет)                              |

|                                                                                                 |
| Услуги                                                                                          |
| Графики недоступны из-за технических проблем. См. информацию на Фабрикаторе и на mediawiki.org. |
| Импорт услуг (Египет→Беларусь) Экспорт услуг (Беларусь→Египет)                                  |

Беларусь экспортирует в Египет: тракторы, грузовики, дорожную и строительную технику, автопогрузчики, двигатели внутреннего сгорания, шины, металлоизделия, оптическую продукцию, сухое молоко, насосы, рентгеновское оборудование, продукцию нефтехимии и деревообработки.
Основными статьями импорта из Египта являются: цитрусовые плоды, свежие, консервированные и замороженные овощи и фрукты, лекарства, растения, используемые в парфюмерии и фармацевтике, верхняя одежда, ткани, шерсть.

## З
Зимбабве
|                                                                                                 |
| Товары                                                                                          |
| Графики недоступны из-за технических проблем. См. информацию на Фабрикаторе и на mediawiki.org. |
| Импорт товаров (Зимбабве→Беларусь) Экспорт товаров (Беларусь→Зимбабве)                          |

|                                                                                                 |
| Услуги                                                                                          |
| Графики недоступны из-за технических проблем. См. информацию на Фабрикаторе и на mediawiki.org. |
| Импорт услуг (Зимбабве→Беларусь) Экспорт услуг (Беларусь→Зимбабве)                              |

## И
Израиль
|                                                                                                 |
| Товары                                                                                          |
| Графики недоступны из-за технических проблем. См. информацию на Фабрикаторе и на mediawiki.org. |
| Импорт товаров (Израиль→Беларусь) Экспорт товаров (Беларусь→Израиль)                            |

|                                                                                                 |
| Услуги                                                                                          |
| Графики недоступны из-за технических проблем. См. информацию на Фабрикаторе и на mediawiki.org. |
| Импорт услуг (Израиль→Беларусь) Экспорт услуг (Беларусь→Израиль)                                |

Израиль поставляет в Беларусь медицинские и ортопедические приспособления, средства защиты растений, соки, свежесрезанные цветы. Беларусь экспортирует в Израиль, в основном, строительные материалы, продовольственные товары, изделия из древесины.
Ключевые позиции экспорта белорусских услуг в Израиль: компьютерные, транспортные, строительные и туристические.
 Индия
|                                                                                                 |
| Товары                                                                                          |
| Графики недоступны из-за технических проблем. См. информацию на Фабрикаторе и на mediawiki.org. |
| Импорт товаров (Индия→Беларусь) Экспорт товаров (Беларусь→Индия)                                |

|                                                                                                 |
| Услуги                                                                                          |
| Графики недоступны из-за технических проблем. См. информацию на Фабрикаторе и на mediawiki.org. |
| Импорт услуг (Индия→Беларусь) Экспорт услуг (Беларусь→Индия)                                    |

Основные товарные позиции по экспорту: удобрения калийные, автомобили грузовые, жгут синтетических нитей, гидразин, специфические товары, нити комплексные синтетические, материалы кордные для шин, обработанная кожа, вычислительные машины для автоматической обработки информации, кислоты поликарбоновые, носители информации, электронные интегральные схемы, лён-сырец или лён обработанный, шины, подшипники, контрольные или измерительные приборы, скипидар, мононить, стекловолокно, продукция деревообрабатывающей промышленности, центрифуги, оборудования и устройства для фильтрования жидкостей или газов, молочная сыворотка, изделия из чёрных металлов.
Основные товарные позиции по импорту: лекарственные средства, расфасованные для розничной продажи, морепродукты, лекарственные средства, не расфасованные для розничной продажи, соединения гетероциклические, содержащие атомы азота, части обуви, рис, органические красящие вещества, части и принадлежности для автомобилей и тракторов, экстракты, эссенции, концентраты кофе, чая, арахис, антибиотики, виноград.
 Индонезия
|                                                                                                 |
| Товары                                                                                          |
| Графики недоступны из-за технических проблем. См. информацию на Фабрикаторе и на mediawiki.org. |
| Импорт товаров (Индонезия→Беларусь) Экспорт товаров (Беларусь→Индонезия)                        |

|                                                                                                 |
| Услуги                                                                                          |
| Графики недоступны из-за технических проблем. См. информацию на Фабрикаторе и на mediawiki.org. |
| Импорт услуг (Индонезия→Беларусь) Экспорт услуг (Беларусь→Индонезия)                            |

 Иордания
|                                                                                                 |
| Товары                                                                                          |
| Графики недоступны из-за технических проблем. См. информацию на Фабрикаторе и на mediawiki.org. |
| Импорт товаров (Иордания→Беларусь) Экспорт товаров (Беларусь→Иордания)                          |

|                                                                                                 |
| Услуги                                                                                          |
| Графики недоступны из-за технических проблем. См. информацию на Фабрикаторе и на mediawiki.org. |
| Импорт услуг (Иордания→Беларусь) Экспорт услуг (Беларусь→Иордания)                              |

 Ирак
|                                                                                                 |
| Товары                                                                                          |
| Графики недоступны из-за технических проблем. См. информацию на Фабрикаторе и на mediawiki.org. |
| Импорт товаров (Ирак→Беларусь) Экспорт товаров (Беларусь→Ирак)                                  |

|                                                                                                 |
| Услуги                                                                                          |
| Графики недоступны из-за технических проблем. См. информацию на Фабрикаторе и на mediawiki.org. |
| Импорт услуг (Ирак→Беларусь) Экспорт услуг (Беларусь→Ирак)                                      |

 Иран
|                                                                                                 |
| Товары                                                                                          |
| Графики недоступны из-за технических проблем. См. информацию на Фабрикаторе и на mediawiki.org. |
| Импорт товаров (Иран→Беларусь) Экспорт товаров (Беларусь→Иран)                                  |

|                                                                                                 |
| Услуги                                                                                          |
| Графики недоступны из-за технических проблем. См. информацию на Фабрикаторе и на mediawiki.org. |
| Импорт услуг (Иран→Беларусь) Экспорт услуг (Беларусь→Иран)                                      |

Основными статьями белорусского экспорта в Иран являются: шины, изделия из дерева, газетная бумага, подшипники и другие промышленные товары. Иран поставляет в Беларусь: фрукты и сухофрукты, орехи, медицинские приборы и лекарства.
 Ирландия
|                                                                                                 |
| Товары                                                                                          |
| Графики недоступны из-за технических проблем. См. информацию на Фабрикаторе и на mediawiki.org. |
| Импорт товаров (Ирландия→Беларусь) Экспорт товаров (Беларусь→Ирландия)                          |

Основу белорусского экспорта в Ирландию составляют: калийные удобрения, нефтепродукты, стекловолокно, запчасти, вычислительные машины. Основу ирландского импорта в Беларусь составили: поставки лекарственных средств, алкогольных напитков, пищевых продуктов, косметика и средства для гигиены.
 Исландия
|                                                                                                 |
| Товары                                                                                          |
| Графики недоступны из-за технических проблем. См. информацию на Фабрикаторе и на mediawiki.org. |
| Импорт товаров (Исландия→Беларусь) Экспорт товаров (Беларусь→Исландия)                          |

|                                                                                                 |
| Услуги                                                                                          |
| Графики недоступны из-за технических проблем. См. информацию на Фабрикаторе и на mediawiki.org. |
| Импорт услуг (Исландия→Беларусь) Экспорт услуг (Беларусь→Исландия)                              |

 Испания
|                                                                                                 |
| Товары                                                                                          |
| Графики недоступны из-за технических проблем. См. информацию на Фабрикаторе и на mediawiki.org. |
| Импорт товаров (Испания→Беларусь) Экспорт товаров (Беларусь→Испания)                            |

Основными позициями белорусского экспорта в Испанию являются: мебель прочая и её части; стекловолокно; изделия деревянные прочие; корзиночные, плетеные и другие изделия; трансформаторы электрические; прутки горячекатаные в бухтах из нелегированной стали; плиты, листы, пленка из пластмасс непористые, неармированные, неслоистые, без подложки; опоки, поддоны; сборные строительные конструкции; овощи прочие.
Основные позиции импорта из Испании: цитрусовые плоды; фрукты свежие прочие; лекарственные средства, расфасованные для розничной продажи; вина виноградные натуральные, включая сусло; абрикосы, вишня, черешня, персики, сливы и тёрн, свежие; овощи прочие; части и принадлежности для автомобилей и тракторов; шасси с двигателями для автомобилей; томаты; инсектициды и гербициды.
 Италия
|                                                                                                 |
| Товары                                                                                          |
| Графики недоступны из-за технических проблем. См. информацию на Фабрикаторе и на mediawiki.org. |
| Импорт товаров (Италия→Беларусь) Экспорт товаров (Беларусь→Италия)                              |

## К
Камбоджа
|                                                                                                 |
| Товары                                                                                          |
| Графики недоступны из-за технических проблем. См. информацию на Фабрикаторе и на mediawiki.org. |
| Импорт товаров (Камбоджа→Беларусь) Экспорт товаров (Беларусь→Камбоджа)                          |

|                                                                                                 |
| Услуги                                                                                          |
| Графики недоступны из-за технических проблем. См. информацию на Фабрикаторе и на mediawiki.org. |
| Импорт услуг (Камбоджа→Беларусь) Экспорт услуг (Беларусь→Камбоджа)                              |

 Камерун
|                                                                                                 |
| Товары                                                                                          |
| Графики недоступны из-за технических проблем. См. информацию на Фабрикаторе и на mediawiki.org. |
| Импорт товаров (Камерун→Беларусь) Экспорт товаров (Беларусь→Камерун)                            |

|                                                                                                 |
| Услуги                                                                                          |
| Графики недоступны из-за технических проблем. См. информацию на Фабрикаторе и на mediawiki.org. |
| Импорт услуг (Камерун→Беларусь) Экспорт услуг (Беларусь→Камерун)                                |

 Канада
|                                                                                                 |
| Товары                                                                                          |
| Графики недоступны из-за технических проблем. См. информацию на Фабрикаторе и на mediawiki.org. |
| Импорт товаров (Канада→Беларусь) Экспорт товаров (Беларусь→Канада)                              |

|                                                                                                 |
| Услуги                                                                                          |
| Графики недоступны из-за технических проблем. См. информацию на Фабрикаторе и на mediawiki.org. |
| Импорт услуг (Канада→Беларусь) Экспорт услуг (Беларусь→Канада)                                  |

 Катар
|                                                                                                 |
| Товары                                                                                          |
| Графики недоступны из-за технических проблем. См. информацию на Фабрикаторе и на mediawiki.org. |
| Импорт товаров (Катар→Беларусь) Экспорт товаров (Беларусь→Катар)                                |

|                                                                                                 |
| Услуги                                                                                          |
| Графики недоступны из-за технических проблем. См. информацию на Фабрикаторе и на mediawiki.org. |
| Импорт услуг (Катар→Беларусь) Экспорт услуг (Беларусь→Катар)                                    |

 Кения
|                                                                                                 |
| Товары                                                                                          |
| Графики недоступны из-за технических проблем. См. информацию на Фабрикаторе и на mediawiki.org. |
| Импорт товаров (Кения→Беларусь) Экспорт товаров (Беларусь→Кения)                                |

|                                                                                                 |
| Услуги                                                                                          |
| Графики недоступны из-за технических проблем. См. информацию на Фабрикаторе и на mediawiki.org. |
| Импорт услуг (Кения→Беларусь) Экспорт услуг (Беларусь→Кения)                                    |

 Кипр
|                                                                                                 |
| Товары                                                                                          |
| Графики недоступны из-за технических проблем. См. информацию на Фабрикаторе и на mediawiki.org. |
| Импорт товаров (Кипр→Беларусь) Экспорт товаров (Беларусь→Кипр)                                  |

 Китай
|                                                                                                 |
| Товары                                                                                          |
| Графики недоступны из-за технических проблем. См. информацию на Фабрикаторе и на mediawiki.org. |
| Импорт товаров (Китай→Беларусь) Экспорт товаров (Беларусь→Китай)                                |

|                                                                                                 |
| Услуги                                                                                          |
| Графики недоступны из-за технических проблем. См. информацию на Фабрикаторе и на mediawiki.org. |
| Импорт услуг (Китай→Беларусь) Экспорт услуг (Беларусь→Китай)                                    |

 Колумбия
|                                                                                                 |
| Товары                                                                                          |
| Графики недоступны из-за технических проблем. См. информацию на Фабрикаторе и на mediawiki.org. |
| Импорт товаров (Колумбия→Беларусь) Экспорт товаров (Беларусь→Колумбия)                          |

|                                                                                                 |
| Услуги                                                                                          |
| Графики недоступны из-за технических проблем. См. информацию на Фабрикаторе и на mediawiki.org. |
| Импорт услуг (Колумбия→Беларусь) Экспорт услуг (Беларусь→Колумбия)                              |

 Демократическая Республика Конго
|                                                                                                 |
| Услуги                                                                                          |
| Графики недоступны из-за технических проблем. См. информацию на Фабрикаторе и на mediawiki.org. |
| Импорт услуг (ДР Конго→Беларусь) Экспорт услуг (Беларусь→ДР Конго)                              |

 КНДР
|                                                                                                 |
| Услуги                                                                                          |
| Графики недоступны из-за технических проблем. См. информацию на Фабрикаторе и на mediawiki.org. |
| Импорт услуг (КНДР→Беларусь) Экспорт услуг (Беларусь→КНДР)                                      |

 Республика Корея
|                                                                                                 |
| Товары                                                                                          |
| Графики недоступны из-за технических проблем. См. информацию на Фабрикаторе и на mediawiki.org. |
| Импорт товаров (Республика Корея→Беларусь) Экспорт товаров (Беларусь→Республика Корея)          |

|                                                                                                 |
| Услуги                                                                                          |
| Графики недоступны из-за технических проблем. См. информацию на Фабрикаторе и на mediawiki.org. |
| Импорт услуг (Респ. Корея→Беларусь) Экспорт услуг (Беларусь→Респ. Корея)                        |

 Коста-Рика
|                                                                                                 |
| Товары                                                                                          |
| Графики недоступны из-за технических проблем. См. информацию на Фабрикаторе и на mediawiki.org. |
| Импорт товаров (Коста-Рика→Беларусь) Экспорт товаров (Беларусь→Коста-Рика)                      |

|                                                                                                 |
| Услуги                                                                                          |
| Графики недоступны из-за технических проблем. См. информацию на Фабрикаторе и на mediawiki.org. |
| Импорт услуг (Коста-Рика→Беларусь) Экспорт услуг (Беларусь→Коста-Рика)                          |

 Кот-д’Ивуар
|                                                                                                 |
| Товары                                                                                          |
| Графики недоступны из-за технических проблем. См. информацию на Фабрикаторе и на mediawiki.org. |
| Импорт товаров (Кот-д'Ивуар→Беларусь) Экспорт товаров (Беларусь→Кот-д'Ивуар)                    |

|                                                                                                 |
| Услуги                                                                                          |
| Графики недоступны из-за технических проблем. См. информацию на Фабрикаторе и на mediawiki.org. |
| Импорт услуг (Кот-д'Ивуар→Беларусь) Экспорт услуг (Беларусь→Кот-д'Ивуар)                        |

 Куба
|                                                                                                 |
| Товары                                                                                          |
| Графики недоступны из-за технических проблем. См. информацию на Фабрикаторе и на mediawiki.org. |
| Импорт товаров (Куба→Беларусь) Экспорт товаров (Беларусь→Куба)                                  |

|                                                                                                 |
| Услуги                                                                                          |
| Графики недоступны из-за технических проблем. См. информацию на Фабрикаторе и на mediawiki.org. |
| Импорт услуг (Куба→Беларусь) Экспорт услуг (Беларусь→Куба)                                      |

 Кувейт
|                                                                                                 |
| Товары                                                                                          |
| Графики недоступны из-за технических проблем. См. информацию на Фабрикаторе и на mediawiki.org. |
| Импорт товаров (Кувейт→Беларусь) Экспорт товаров (Беларусь→Кувейт)                              |

|                                                                                                 |
| Услуги                                                                                          |
| Графики недоступны из-за технических проблем. См. информацию на Фабрикаторе и на mediawiki.org. |
| Импорт услуг (Кувейт→Беларусь) Экспорт услуг (Беларусь→Кувейт)                                  |

 Кюрасао
|                                                                                                 |
| Услуги                                                                                          |
| Графики недоступны из-за технических проблем. См. информацию на Фабрикаторе и на mediawiki.org. |
| Импорт услуг (Кюрасао→Беларусь) Экспорт услуг (Беларусь→Кюрасао)                                |

## Л
Латвия
|                                                                                                 |
| Товары                                                                                          |
| Графики недоступны из-за технических проблем. См. информацию на Фабрикаторе и на mediawiki.org. |
| Импорт товаров (Латвия→Беларусь) Экспорт товаров (Беларусь→Латвия)                              |

 Либерия
|                                                                                                 |
| Услуги                                                                                          |
| Графики недоступны из-за технических проблем. См. информацию на Фабрикаторе и на mediawiki.org. |
| Импорт услуг (Лесото→Беларусь) Экспорт услуг (Беларусь→Лесото)                                  |

 Ливан
|                                                                                                 |
| Товары                                                                                          |
| Графики недоступны из-за технических проблем. См. информацию на Фабрикаторе и на mediawiki.org. |
| Импорт товаров (Ливан→Беларусь) Экспорт товаров (Беларусь→Ливан)                                |

|                                                                                                 |
| Услуги                                                                                          |
| Графики недоступны из-за технических проблем. См. информацию на Фабрикаторе и на mediawiki.org. |
| Импорт услуг (Ливан→Беларусь) Экспорт услуг (Беларусь→Ливан)                                    |

#### Ливия
Установление дипломатических отношений между двумя странами состоялось 30 августа 1996 года.
| Графики недоступны из-за технических проблем. См. информацию на Фабрикаторе и на mediawiki.org. | Графики недоступны из-за технических проблем. См. информацию на Фабрикаторе и на mediawiki.org. |

В 2020 году Беларусь экспортировала в Ливию товаров на общую сумму $1,56 млн. Основными статьями экспорта являются изделия из дерева (47,1 %), сгущённое молоко (30,4 %), очищенная нефть (13,4 %). Ввоз товаров был осуществлён на сумму в $100. Основной статьёй импорта являются тряпки (100 %).
Ливия импортирует из Беларуси строительные, правительственные, деловые, рекреационные, финансовые, телекоммуникационные и технические услуги. По данным за 2021 год, Беларусь имела положительное сальдо в размере $656,9 тыс. (импорт — $90,8 тыс., экспорт — $747,7 тыс.)

#### Литва
Установление дипломатических отношений между двумя странами состоялось 30 декабря 1992 года.
| Графики недоступны из-за технических проблем. См. информацию на Фабрикаторе и на mediawiki.org. | Графики недоступны из-за технических проблем. См. информацию на Фабрикаторе и на mediawiki.org. |

В 2020 году Беларусь экспортировала в Литву товаров на общую сумму $1,04 млрд. Основными статьями экспорта являются пиломатериалы хвойных пород древесины (11,2 %), необработанные сплавы на основе меди и цинка (6,94 %), азотные, фосфорные и калийные удобрения (6,35 %). Ввоз товаров был осуществлён на сумму в $341,41 млн. Основными статьями импорта являются автомобили с дизельными двигателями (8,9 %), нефтяные масла, масла из битуминозных минералов, сырая нефть (5,92 %), отходы чёрных металлов (1,4 %).
Литва импортирует из Беларуси строительные, правительственные, деловые, рекреационные, телекоммуникационные и технические услуги, услуги по перевозке грузов железнодорожным транспортом. По данным за 2021 год, Беларусь имела отрицательное сальдо в размере $116,74 млн. (импорт — $468,87 млн., экспорт — $352,13 млн.)

#### Лихтенштейн
Установление дипломатических отношений между двумя странами состоялось 10 февраля 1992 года.
| Графики недоступны из-за технических проблем. См. информацию на Фабрикаторе и на mediawiki.org. | Графики недоступны из-за технических проблем. См. информацию на Фабрикаторе и на mediawiki.org. |

В 2020 году Беларусь экспортировала в Лихтенштейн товаров на общую сумму $0,02 млн. Ввоз товаров был осуществлён на сумму в $0,69 млн.
По данным за 2021 год, Беларусь имела положительное сальдо услуг в размере $312,2 тыс. (импорт — $6,7 тыс., экспорт — $318,9 тыс.)

#### Люксембург
Установление дипломатических отношений между двумя странами состоялось 9 июля 1992 года.
| Графики недоступны из-за технических проблем. См. информацию на Фабрикаторе и на mediawiki.org. | Графики недоступны из-за технических проблем. См. информацию на Фабрикаторе и на mediawiki.org. |

В 2020 году Беларусь экспортировала в Люксембург товаров на общую сумму $0,88 млн. Основными статьями экспорта являются пластмассовые изделия (44,5 %), фанера (29,1 %), пресс-формы для литья под давлением и прессования (5,26 %). Ввоз товаров был осуществлён на сумму в $8,63 млн. Основными статьями импорта являются самоклеящаяся бумага (30,6 %), полиэстеры (9,19 %), окрашенная бумага (7,02 %).
Люксембург импортирует из Беларуси информационные, рекреационные, телекоммуникационные и технические услуги, услуги по перевозке грузов воздушным и железнодорожным транспортом. По данным за 2021 год, Беларусь имела положительное сальдо в размере $14,69 млн. (импорт — $4,08 млн., экспорт — $18,77 млн.)

## М

#### Малайзия
Установление дипломатических отношений между двумя странами состоялось 5 марта 1992 года.
| Графики недоступны из-за технических проблем. См. информацию на Фабрикаторе и на mediawiki.org. | Графики недоступны из-за технических проблем. См. информацию на Фабрикаторе и на mediawiki.org. |

В 2020 году Беларусь экспортировала в Малайзию товаров на общую сумму $118,17 млн. Основными статьями экспорта являются калийная соль (90,2 %), сухое молоко (5,36 %), молочная сыворотка (1,56 %). Ввоз товаров был осуществлён на сумму в $55,53 млн. Основными статьями импорта являются резиновые перчатки (11,05 %), микросхемы (8,93 %), контактные линзы (7,83 %).
Малайзия импортирует из Беларуси деловые, компьютерные, информационные, телекоммуникационные, рекреационные и технические услуги, услуги по перевозке грузов морским транспортом. По данным за 2021 год, Беларусь имела положительное сальдо в размере $49,32 млн. (импорт — $0,18 млн., экспорт — $49,5 млн.)

#### Мали
Установление дипломатических отношений между двумя странами состоялось 3 ноября 1993 года.
| Графики недоступны из-за технических проблем. См. информацию на Фабрикаторе и на mediawiki.org. | Графики недоступны из-за технических проблем. См. информацию на Фабрикаторе и на mediawiki.org. |

В 2020 году Беларусь экспортировала в Мали товаров на общую сумму $13,53 млн. Основными статьями экспорта являются калийная соль (79,4 %), прутья из чугуна или стали (19,6 %), книги (0,73 %). Ввоз товаров также осуществлялся, но в незначительных объёмах — $0,03 млн. Основными статьями импорта являются гуава, манго и мангустины (86,7 %), части оборудования для обработки данных (8,55 %), головные уборы (3,42 %).
Мали импортирует из Беларуси рекреационные услуги, услуги по перевозке грузов воздушным транспортом, телекоммуникационные и финансовые услуги. По данным за 2021 год, Беларусь имела положительное сальдо в размере $62,4 тыс. (импорт — отсутствует, экспорт — $62,4 тыс.)

#### Марокко
Установление дипломатических отношений между двумя странами состоялось 8 мая 1992 года.
| Графики недоступны из-за технических проблем. См. информацию на Фабрикаторе и на mediawiki.org. | Графики недоступны из-за технических проблем. См. информацию на Фабрикаторе и на mediawiki.org. |

В 2020 году Беларусь экспортировала в Марокко товаров на общую сумму $58,99 млн. Основными статьями экспорта являются калийная соль (93 %), свекловичный жом и другие отходы сахарного производства (2,15 %), калийная селитра (1,69 %). Ввоз товаров был осуществлён на сумму в $37,96 млн. Основными статьями импорта являются фосфорные удобрения (87,4 %), мандарины, клементины и другие цитрусовые (1,93 %), помидоры (1,51 %).
Марокко импортирует из Беларуси деловые, рекреационные, телекоммуникационные услуги, услуги по перевозке грузов морским транспортом. По данным за 2021 год, Беларусь имела положительное сальдо в размере $7,52 млн. (импорт — $0,15 млн., экспорт — $7,67 млн.)